# Hopton (Derbyshire)
Hopton – osada w Anglii, w Derbyshire, w dystrykcie Derbyshire Dales. W 2001 osada liczyła 91 mieszkańców. Hopton jest wspomniana w Domesday Book (1086) jako Opetune.